# Senice na Hané
Senice na Hané – miejscowość i gmina (obec) w Czechach, w kraju ołomunieckim, w powiecie Ołomuniec. W 2022 roku liczyła 1779 mieszkańców.